# Tadeusz Lewicki
Tadeusz Lewicki (* 28. Januar 1906 in Lemberg, Galizien; † 22. November 1992 in Krakau) war ein polnischer Orientalist, der sich mit zahlreichen Werken und Studien für die Wissenschaft unentbehrlich gemacht hat, insbesondere bei der Erforschung der Ibadiyya (Ibaditen) und bei der Sammlung und Auswertung diesbezüglicher Quellen.

## Leben und Werk
Lewicki studierte Arabische und Semitische Philologie an der damaligen Jan-Kazimierz-Universität, war von 1949 bis 1969 Direktor des Instituts für Orientalische Philologie an der Universität Krakau und leitete parallel dazu von 1953 bis 1968 die Sektion Numismatik des Instituts für Geschichte der Materiellen Kultur der Polnischen Akademie der Wissenschaften. Lewicki wurde am 23. April 1986 die Ehrendoktorwürde der Universität Breslau verliehen.
Lewicki war mit der Orientalistin Anna Kowalska (1920–2009) verheiratet.

## Publikationen
- Nie damy pogrześć mowy. Akademia Teologii Katolickiej, 1986.
- Ibn Fadlān, Kitāb (Księga), z serii: „Źródła arabskie do dziejów Słowiańszczyzny“, t. III, oprac. Anna Kmietowicz, Franciszek Kmietowicz, Tadeusz Lewicki, Ossolineum 1985, ISBN 83-04-01112-3.
- Ten kielich mam wypełnić krwią. Akademia Teologii Katolickiej, 1985.
- Etudes maghrebines et soudanaises. Editions scientifiques de Pologne, 1976.
- West African food in the Middle Ages. Cambridge University Press, 1974.
- Arabic external sources for the history of Africa to the south of Sahara. Curzon Press, 1969.
- Abū Hāmid al-Andalusī al-Gharnātī, Słownik Starożytności Słowiańskich, t. 1, 1961, s. 2.
- Źródła arabskie do dziejów Słowiańszczyzny. Zakład im. Ossolińskich, 1956 Softcover.
- Polska i kraje sąsiednie w świetle „Księgi Rogera“, geografa arabskiego z XII w. al-Idrīsīʾego. Nakł. Polskiej Akademii Umiejętności, 1945.
- Études ibādites nord-africaines.  Państwowe Wydawn. Naukowe, 1955.

## Zeitschriftenartikel
- Die Vorstellungen arabischer Schriftsteller des 9. und 10. Jahrhunderts von der Geographie und von den ethnischen Verhältnissen Osteuropas. In: Der Islam. 35, 1960, S. 26–41, ISSN (Online) 1613-0928, ISSN (Print) 0021-1818, doi:10.1515/islm.1960.35.1.26.
- Le culte du bélier dans la Tunisie musulmane
- Etudes Ibadites Nord-Africaines. Warschau 1955.
- Les Historiens, Biographes et Traditionnistes Ibadites-Wahbites de l’Afrique du Nord du VIIIe au XVIe Siècle.
- The Ibadites in Arabia and Africa. In: Cahiers d’histoire Mondiale. 1971.
- Les Ibadites en Tunisie au Moyen Age. Rom 1958, Accademia Polacca di Scienze e lettere, Biblioteca di Roma. Fasc. 6.
- Notice sur la chronique ibadite d´ad-Dargini. In: Rocznik Orientalistyczny XI. 1936.
- Repartition géographiques des groupements ibadites dans l’Afrique du Nord au moyen-age. In: Rocznik Orientalistyczny XXI. Warschau 1957.